# باتانگ، سیچوان
باتانگ، سیچوان (به لاتین: Batang) یک شهرک در جمهوری خلق چین است که در Batang County واقع شده‌است.